# Molophilus (Molophilus) africanus
Molophilus (Molophilus) africanus is een tweevleugelige uit de familie steltmuggen (Limoniidae). De soort komt voor in het Afrotropisch gebied.